# Вилађо Гроте (Гросето)
Вилађо Гроте је насеље у Италији у округу Гросето, региону Тоскана.
Према процени из 2011. у насељу је живело 3 становника. Насеље се налази на надморској висини од 181 м.